# Bruno Huger
Bruno Huger, né le 10 août 1962 à Montoire-sur-le-Loir,, est un coureur cycliste français. Professionnel en 1986 et 1987 au sein de l'équipe RMO, il a disputé avec elle le Tour de France 1986.

## Palmarès
- 1981
  - Grand Prix Paul Guignard[2]
- 1983
  - Paris-Chalette-Vierzon
  - 2e de Paris-Auxerre
- 1984
  - Circuit Berrichon
  - Route de France
  - 1re étape du Grand Prix de l'Amitié[2]
  - Flèche d'or (avec Patrice Esnault)
  - 3e du Grand Prix de France
- 1985
  - Paris-Mantes
  - 1re étape du Tour du Béarn[2]
  - Grand Prix de Cours-la-Ville
  - Circuit du Printemps Nivernais
  - 3e du Trophée de la Montagne bourbonnaise
  - 3e de Paris-Auxerre
- 1987
  - 10e du Tour de la Communauté européenne
- 1988
  - 3e étape du Tour de Bohême
  - 6e étape du Grand Prix Guillaume Tell
  - 2e du Tour de la Creuse
- 1989
  - Circuit des Mines
  - Tour de l'Empordà
  - 2e étape du Tour du Roussillon
  - 3e du Grand Prix de la ville de Pérenchies
  - 3e du Grand Prix des Grattons
- 1990
  - 2e du Grand Prix des Marbriers
  - 2e du Challenge Mayennais
- 1991
  - Circuit des Deux Ponts
  - Grand Prix des Foires d'Orval
  - 3e du Grand Prix des Grattons
- 1992
  - 2e du Grand Prix de Saint-Symphorien-sur-Coise
- 1993
  - Route bretonne
  - 2e du Grand Prix des Marbriers
  - 2e de Paris-Rouen
- 1995
  - Challenge Mayennais
  - 3e du Grand Prix de Lignac
  - 3e du Grand Prix de Saint-Symphorien-sur-Coise
- 1997
  - Tour du Canton d'Authon-du-Perche

## Résultats sur les grands tours

### Tour de France
1 participation
- 1986 : abandon (12e étape)